# 阿卡姆
阿卡姆是克蘇魯神話系列作品的虛構城鎮，位於美國麻薩諸塞州，鄰近敦威治、印斯茅斯和金斯波特。米斯卡塔克河流經該城鎮的中央。:38

## 虛構歷史
阿卡姆建立於17世紀後半期。在1692年塞勒姆發生審巫案時，阿卡姆居民接納了不少逃亡者。1882年，一顆隕石墜落在阿卡姆郊外。1905年，傷寒熱在阿卡姆流行，不少居民因此死亡:88-89。
米斯卡塔尼克大學位於阿卡姆鎮上，其中的圖書館藏有包含《死靈之書》在內的眾多魔法書:90。鎮上的其他主要機構還包括阿卡姆歷史學會和阿卡姆療養院。

## 可能的原型
一說認為阿卡姆的原型是歷史上曾發生過審巫案的塞勒姆市:38。

## 相關影響
DC宇宙中的阿卡姆瘋人院（Arkham Asylum）即是作者根據克蘇魯神話的阿卡姆鎮命名，以向洛夫克拉夫特致敬。